# Charles-Henri Allamand
Charles-Henri Allamand (* 28. Februar 1776 in Les Verrières; † 1. Mai 1840 in Fleurier) war ein Schweizer Mediziner. 

## Leben
Charles-Henri Allamand war der Sohn von Charles-Victor Allamand (1751–1830) und dessen Ehefrau Marianne Landry-dit-Bouille (1750–1806); er stammte aus bäuerlichen Verhältnissen.
Er erhielt seine erste Ausbildung durch einen Onkel, der Arzt war, und absolvierte ein naturwissenschaftlich-medizinisches Studium in Besançon und Paris. Nach dem Studium errichtete er 1799 eine ärztliche Praxis; von 1802 betrieb er seine ärztliche Praxis, auch nachdem das Gebiet 1806 an Napoleon I. abgetreten worden war, bis an sein Lebensende, in Fleurier.
Er war der einzige Arzt im Val-de-Travers und führte dort die Pockenimpfung ein, machte medizinische und wirtschaftliche Verbesserungsvorschläge und entwickelte ein Rezept für einen Abführtee, der auch als Thé suisse exportiert wurde. Daneben führte er naturwissenschaftliche und volkswirtschaftlich-historische Untersuchungen im Tal durch und veröffentlichte diese in kleineren Publikationen. Bereits in seiner Statistik Statistique de la Châtellenie du Val-de-Travers für die Burgvogtei Val-de-Travers von 1836 wies er in seinen Ausführungen zum Wermutextrakt darauf hin, dass die Mehrheit der Pflanzen, aus denen er  gewonnen wird, nirgendwo besser gelingt als hier. In der zweiten Hälfte des Jahrhunderts entwickelte sich das Val-de-Travers zum Zentrum der Absinthherstellung.
Charles-Henri Allamand war seit 1799 mit Louise Henriette (* 21. Januar 1771 in Les Verrières; † 9. Juli 1832 in Fleurier), Tochter des Gerichtsschreibers Henri-François Jeanjaquet (1745–1809), verheiratet. Gemeinsam hatten sie vier Kinder: 
- Louis Allamand (1800–1819);
- Virginie Allamand (1802–1868);
- Frédéric Allamand (1803–1824);
- Charles Léalis Allamand (1805–1832).

## Schriften (Auswahl)
- Essai statistique sur la Mairie des Verrières. 1831.
- Observations sur quelques-unes des moeurs des animaux domestiques. Mémoires de la Société des sciences naturelles de Neuchâtel, 1835.
- Statistique de la Châtellenie du Val-de-Travers. 1836.
- Description de la juridiction de Travers. Neuchâtel: Henri Wolfrath, 1843.